# Lueders
Lueders – miasto w Stanach Zjednoczonych, w stanie Teksas, w hrabstwie Jones.